# Прапор Ворохти
Пра́пор Ворохти — офіційний символ селища Ворохта Надвірнянського району Івано-Франківської області. Затверджений 18 березня 1999 року сесією Ворохтянської селищної ради. 
Автор проекту — А. Гречило.

## Опис
Квадратне полотнище, розділене по діагоналі з нижнього кута від древка ялинковим січенням на верхнє зелене поле, в якому біла квітка едельвейсу, та нижнє жовте поле. 

## Зміст
Ялинкове січення вказує на розташування Ворохти серед густих карпатських лісів, а зелене поле вказує на розвиток курортної галузі. Ламане ділення означає Карпати, а середній виступ — гору Говерлу, розташовану на території селищної ради. Квітка едельвейсу (білотки) свідчить про рідкісну місцеву флору.